# Sica Sica
Sica Sica ist eine Landstadt im Departamento La Paz im südamerikanischen Andenstaat Bolivien.

## Lage im Nahraum
Sica Sica ist Verwaltungssitz der Provinz Aroma und der zentrale Ort des Municipios Sica Sica. Die Stadt liegt auf einer Höhe von 3934 m am südwestlichen Rand der Serranía de Sicasica, einem Höhenzug, der sich zwischen La Paz und Cochabamba in südöstlicher Richtung erstreckt.

## Geographie
Sica Sica liegt auf dem bolivianischen Altiplano zwischen den Anden-Gebirgsketten der Cordillera Occidental im Westen und der Cordillera Central im Osten. Die Region weist ein ausgeprägtes Tageszeitenklima auf, bei dem die mittleren Temperaturschwankungen im Tagesverlauf deutlicher ausfallen als im Verlauf der Jahreszeiten.
Die Jahresdurchschnittstemperatur der Region liegt bei etwa 7 °C, der Jahresniederschlag beträgt 460 mm (siehe Klimadiagramm Patacamaya). Die Monatsdurchschnittstemperaturen schwanken nur unwesentlich zwischen 4 °C im Juni/Juli und 9 °C im November/Dezember, die Monatsniederschläge liegen zwischen unter 10 mm von Mai bis August und bei 110 mm im Januar.

## Verkehrsnetz
Sica Sica liegt in einer Entfernung von 124 Straßenkilometern südöstlich von La Paz, der Hauptstadt des gleichnamigen Departamentos.
An La Paz vorbei führt die Nationalstraße Ruta 1, die vom Titicacasee aus in südöstlicher Richtung über El Alto nach Sica Sica und weiter über die Departamento-Hauptstädte Oruro, Potosí und Tarija bis nach Bermejo an der argentinischen Grenze führt.

## Bevölkerung
Die Einwohnerzahl der Ortschaft ist in den vergangenen beiden Jahrzehnten auf fast das Doppelte angestiegen:
| Jahr | Einwohner | Quelle       |
| ---- | --------- | ------------ |
| 1992 | 1618      | Volkszählung |
| 2001 | 3831      | Volkszählung |
| 2012 | 3086      | Volkszählung |
| 2024 |           | Volkszählung |

Die Region weist einen hohen Anteil an Aymara-Bevölkerung auf, im Municipio Sica Sica sprechen 90,3 Prozent der Bevölkerung Aymara.

## Tourismus
Touristisches Kleinod von Sica Sica ist die Kathedrale Fernando Soria, ein Nationalmonument aus dem 17. Jahrhundert. Der im Stil des Mestizenbarock und der Renaissance errichtete Bau birgt Reliquien in Form von Holzschnitzarbeiten sowie getriebenen Gold- und Silberarbeiten aus der Zeit des Vizekönigreichs Peru.
Weitere touristische Ziele nahe der Ortschaft sind die heißen Quellen von Sica Sica und die Ortschaft Ayo Ayo, Geburtsort des indigenen Rebellenführers Julián Apaza (Tupaq Katari).